# Bälganet
Bälganet, eller Belganet är en småort i Öljehults socken i Ronneby kommun i Blekinge län.
Belganet ligger 30 km norr om Ronneby och 20 km söder om Tingsryd. Orten delas i två halvor av Bräkneån där flera småindustrier med historisk anknytning utgör kärnan i bebyggelsen. Spår av både kvarnar och småindustrier finns utpekade som kulturhistoriska lämningar i bebyggelsemiljön.
I Belganet finns ett 30-tal småföretag och ett vildmarkscafé. Genom orten löper den så kallade Vildmarksleden, en vandringsled längs Bräkneåns dalgång vilken är utpekad som natura 2000-område.

## Befolkningsutveckling
| Befolkningsutvecklingen i Bälganet 1950–2015                                                    | Befolkningsutvecklingen i Bälganet 1950–2015 | Befolkningsutvecklingen i Bälganet 1950–2015 | Befolkningsutvecklingen i Bälganet 1950–2015 | Befolkningsutvecklingen i Bälganet 1950–2015 |
| ----------------------------------------------------------------------------------------------- | -------------------------------------------- | -------------------------------------------- | -------------------------------------------- | -------------------------------------------- |
|                                                                                                 |                                              |                                              |                                              |                                              |
| År                                                                                              |                                              |                                              | Folkmängd                                    | Areal (ha)                                   |
| 1950                                                                                            | 1950                                         |                                              | 279                                          | ##                                           |
| 1960                                                                                            | 1960                                         |                                              | 207                                          |                                              |
| 1990                                                                                            | 1990                                         |                                              | 110                                          | 25#                                          |
| 1995                                                                                            | 1995                                         |                                              | 113                                          | 27#                                          |
| 2000                                                                                            | 2000                                         |                                              | 95                                           | 28#                                          |
| 2005                                                                                            | 2005                                         |                                              | 78                                           | 28#                                          |
| 2010                                                                                            | 2010                                         |                                              | 74                                           | 28#                                          |
| 2015                                                                                            | 2015                                         |                                              | 86                                           | 56#                                          |
| Anm.: Upphörde som tätort 1965. ## Som tätort/befolkningsagglomeration 1920–1950. # Som småort. |                                              |                                              |                                              |                                              |

## Idrott
Belganets IF slogs ihop med Hallabro IF 1970 och bildade föreningen Belganet/Hallabro IF. Idrottsparken i Belganet har en gammal stenmursläktare från 1930-talet.

## Digitala källor
- Visit Blekinge om Ronnebyslingor
- Riksantikvarieämbetet om lämning L2022:4049 (Kvarn)
- Riksantikvarieämbetet om lämning L1978:9802 (Småindustriområde)